# Hồ Xạ Cô
Hồ Dạ Cô (chữ Hán: 狐射姑), hay Hồ Dạ Cô (狐夜姑) hay Giả Quý (贾季), là tướng nước Tấn thời Xuân Thu trong lịch sử Trung Quốc. Ông từng đảm nhận vị trí Chính khanh của nước Tấn năm 622 TCN.

## Thân thế
Họ Hồ nguyên thuộc dòng dõi công tộc nước Tấn, đời ông của Hồ Xạ Cô là Hồ Đột gả con gái là Hồ Cơ cho Tấn Hiến công nên được phong làm đại phu. Hồ Cơ sinh ra công tử Trùng Nhĩ, tức Tấn Văn công sau này. Con Hồ Đột là Hồ Yển có công phò giúp Tấn Văn công lúc lưu lạc và tranh bá, nên được phong đất Giả. Hồ Yển sinh Hồ Xạ Cô. Sau khi phụ thân mất, Hồ Xạ Cô lên nối chức Đại phu.

## Xung đột với Triệu Thuẫn
Năm 622 TCN, Tấn Tương công tổ chức lại quân đội, Hồ Xạ Cô được phong làm Trung quân Nguyên soái, Chính khanh nước Tấn, còn lại Triệu Thuẫn làm Trung quân tá, Cơ Trịnh Phủ làm Thượng quân tướng, Tuân Lâm Phủ làm Thượng quân tá, Tiên Miệt làm Hạ quân tướng, Tiên Đô làm Hạ quân tá.
Tuy nhiên không bao lâu sau, đại phu Dương Xử Phụ cho rằng Hồ Xạ Cô tàn bạo, nên tâu xin Tấn Tương công nên dùng Triệu Thuẫn làm Trung quân Nguyên soái, Tương công nghe theo, đổi Triệu Thuẫn lên làm Trung quân Nguyên soái, Hồ Xạ Cô bị giáng xuống làm Trung quân tá. Hồ Xạ Cô từ đó đem lòng oán hận Dương Xử Phụ và Triệu Thuẫn.
Năm 621 TCN, Tấn Tương công mất, thế tử Di Cao còn nhỏ. Tương công ủy thác Di Cao cho Triệu Thuẫn. Tuy nhiên do nước Tấn từng nghiêng ngả do loạn lạc sau thời Tấn Hiến công nên Triệu Thuẫn muốn chọn lập người lớn tuổi để ổn định tình hình, bàn định lập em Tương công là công tử Ung lên làm vua, trong khi đó Hồ Xạ Cô lại muốn lập em công tử Ung là công tử Nhạc.
Hai bên tranh luận không ai chịu ai. Triệu Thuẫn sai Sĩ Hội sang nước Tần đón công tử Ung, còn Hồ Xạ Cô cũng sai người sang nước Trần đón công tử Nhạc. Triệu Thuẫn cho người giết chết công tử Nhạc.
Hồ Xạ Cô tức giận, sai người trong họ là Hồ Cúc Cư giết chết Dương Xử Phụ. Triệu Thuẫn đem quân đánh, giết Hồ Cúc Cư, Hồ Xạ Cô bỏ chạy sang nước Địch. Sau đó Triệu Thuẫn đổi ý và lập Di Cao, tức Tấn Linh công.
Sau không rõ năm nào, Hồ Xạ Cô mất tại nước Địch.